# Selenophorus riparius
Selenophorus riparius är en skalbaggsart som beskrevs av Thomas Casey. Selenophorus riparius ingår i släktet Selenophorus och familjen jordlöpare. Inga underarter finns listade i Catalogue of Life.